# Neuengammer Stichkanal
El Neuengammer Stichkanal o canal d'enllaç de Neuengamme és un canal a Neuengamme a la ciutat d'Hamburg a Alemanya. Connecta l'antic camp de concentració de Neuengamme al Dove Elbe, un braç de l'Elba i el port d'Hamburg.
Després d'una visita d'Heinrich Himmler al camp el 1940, va decidir-se de connectar la bòbila que pertanyia a la NSDAP per un enllaç ferroviari i un canal amb l'objectiu de facilitar el transport vers les obres de construcció megalomaniaques dels nazis. Va crear-se el Kommando Elbe, un grup de milers de forçats per a excavar el canal i eixamplar el Dove Elbe sobre 6 quilòmetres. Al costat del Kommando que treballava a les mines de fang era el grup amb les condicions les més dolents i una mortalitat superior a tots. S'havia de treballar dotze hores per dia i corrent, exhortat en permanència per la SS.
A una taula d'informació al pont del canal hom pot llegir:
| « | De 1940 a 1942 va eixamplar-se el Dove Elbe i construir-se un canal d'enllaç amb el camp. Per encàrrec de la ciutat d'Hamburg, els Schutzstaffel (SS) van encarregar els presoners de l'excavació. Fins a 1600 persones van treballar-hi en condicions inhumanes. Anaven malvestits i malnodrits. Els escarcellers dels SS i els Kapos van maltractar-los. Molts van morir. | » |

## Referències

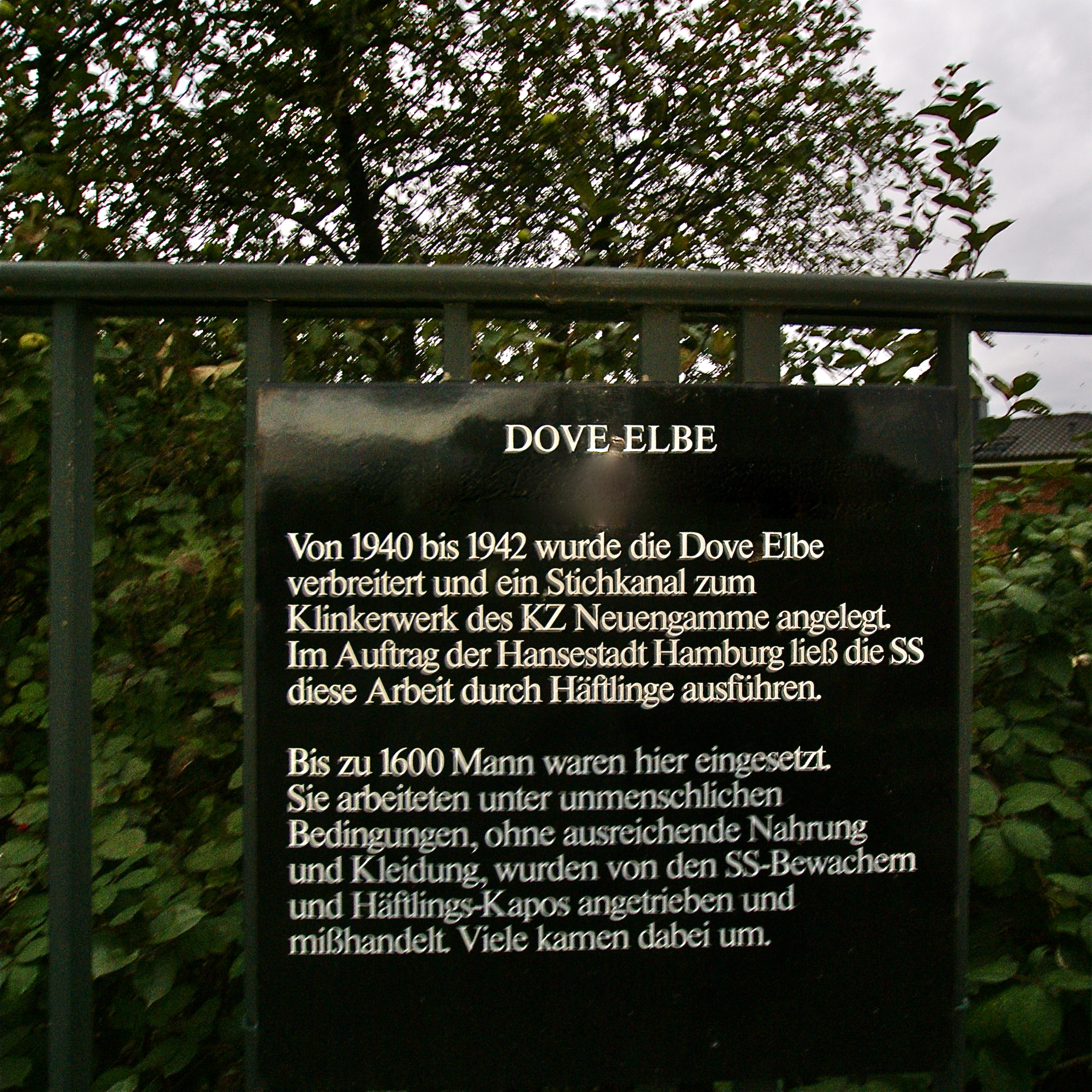
Taula d'informació al pont del canal
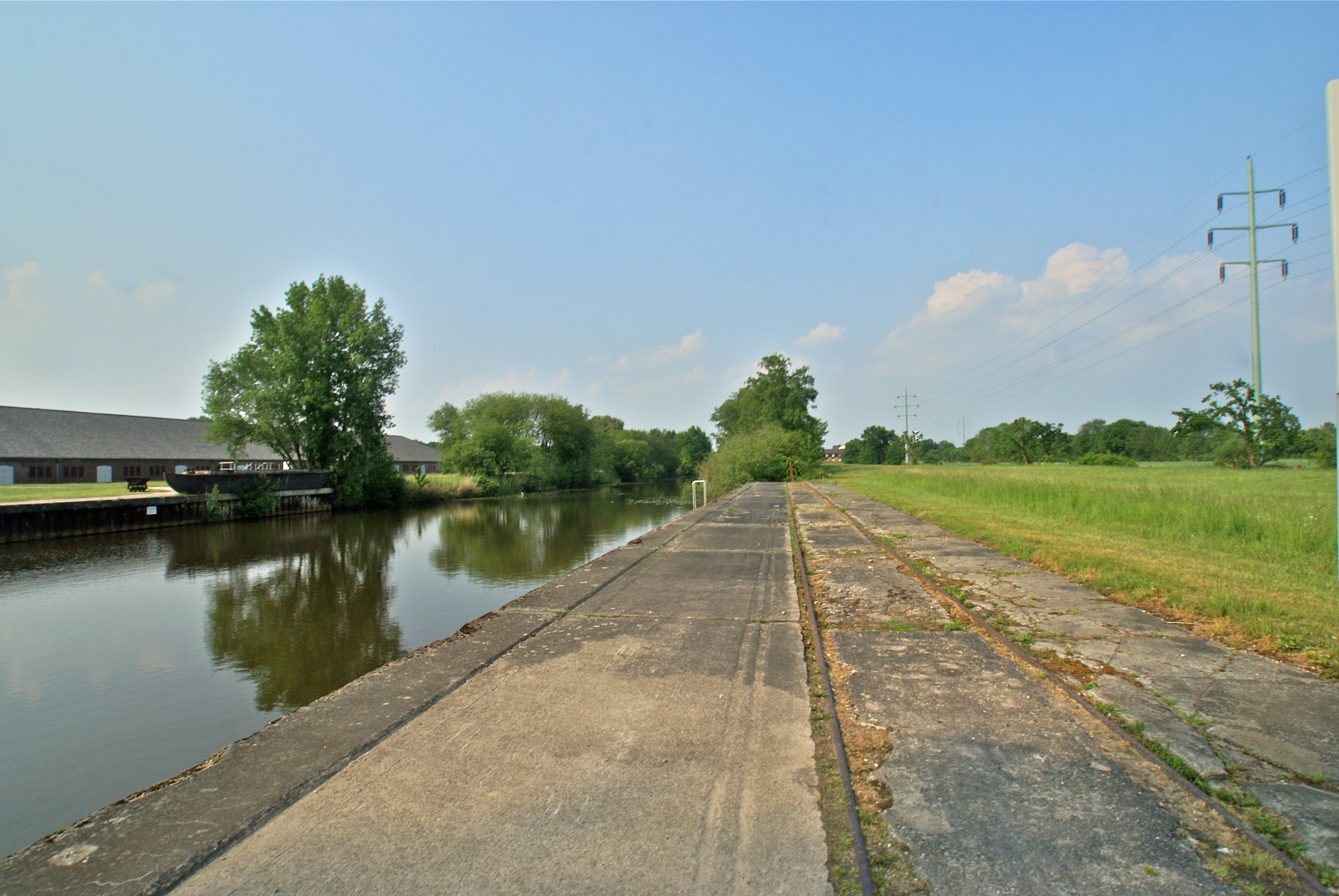
El port al canal al camp de concentració
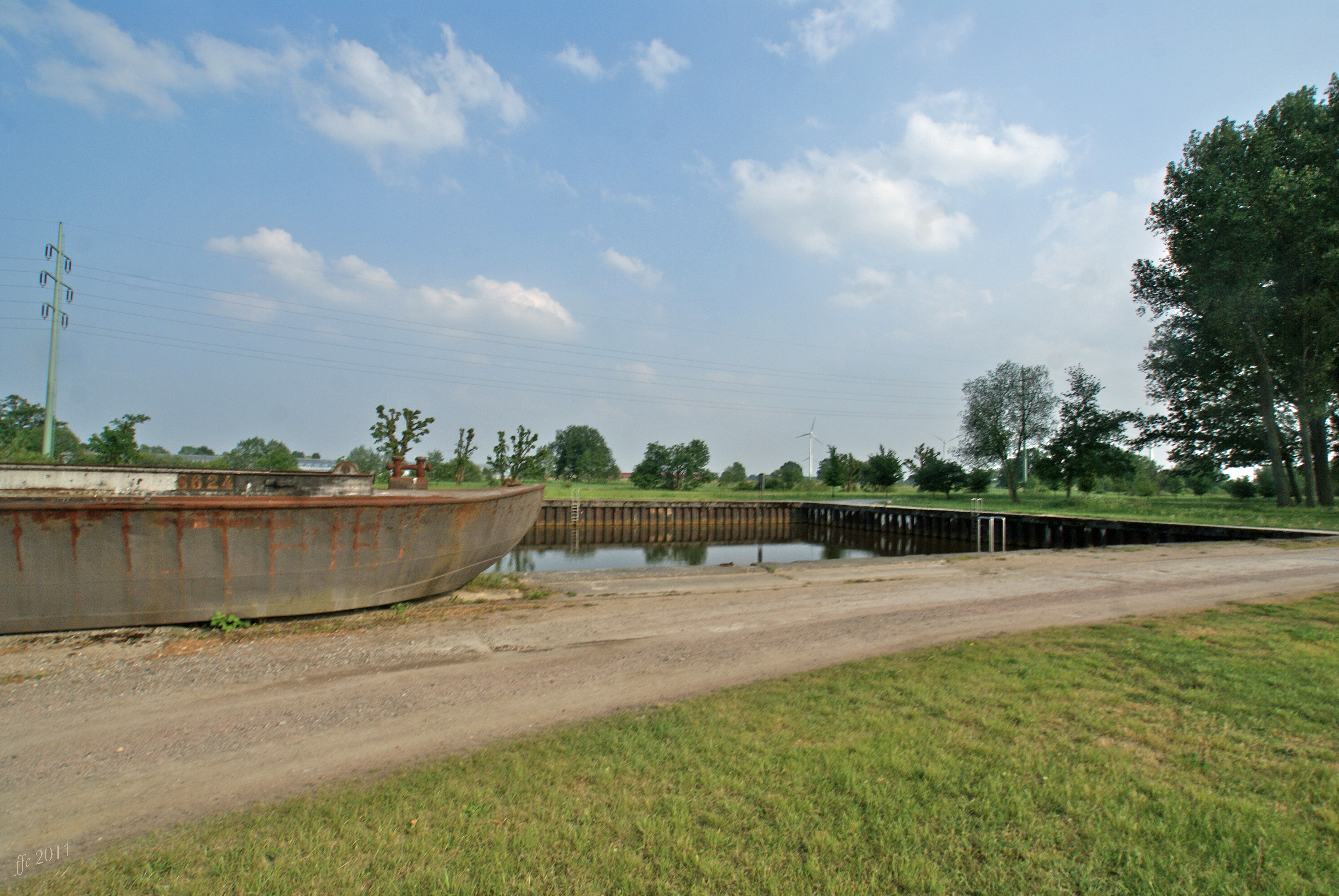
El moll i la barcassa n°8624
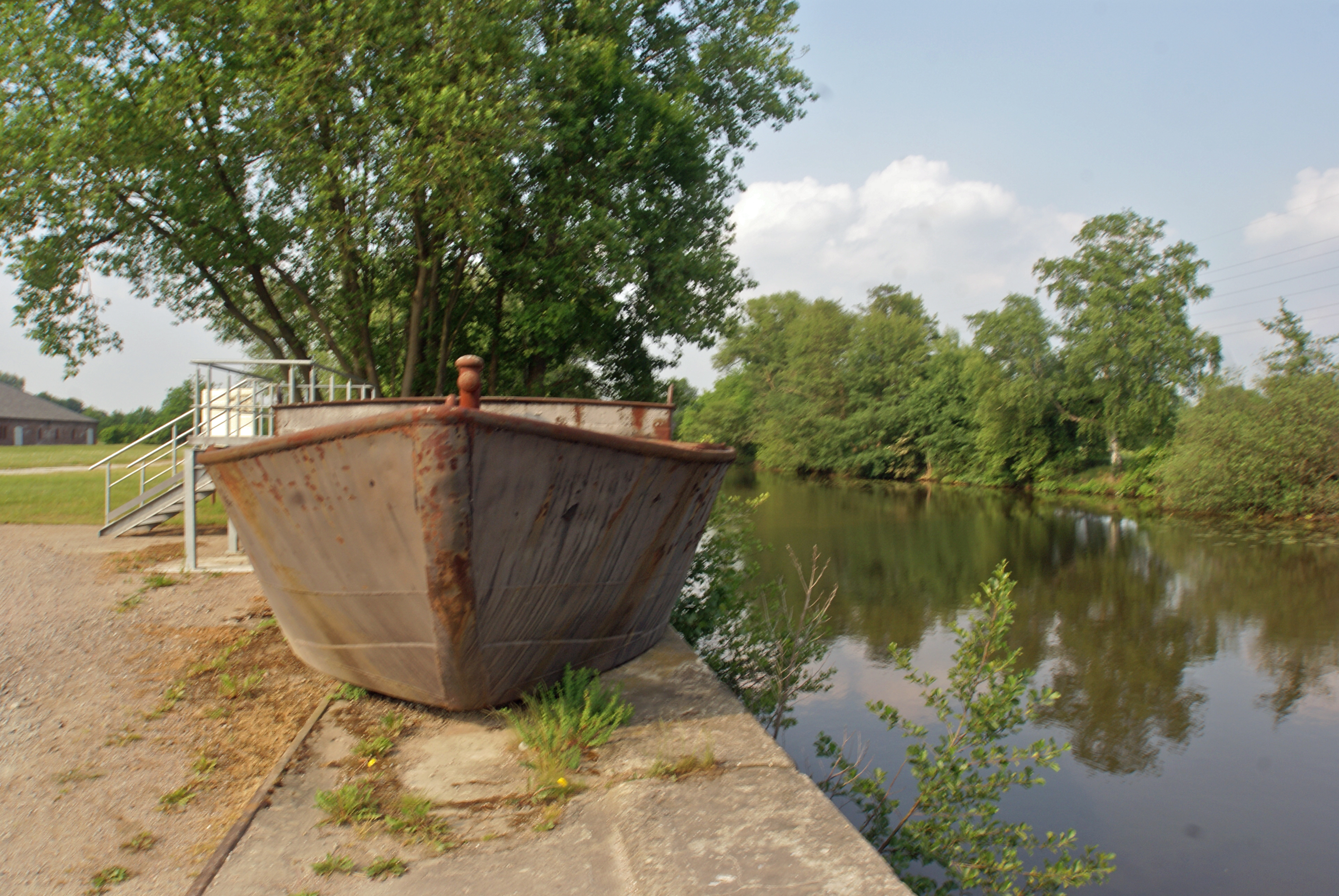
La barcassa n°8624